# Сильнов, Дмитрий Андреевич
Дмитрий Андреевич Сильнов (1884, Жадовка, Карсунский уезд, Симбирская губерния, Российская империя — 1957, там же) — участник Русско-японской и Первой мировой войн. Полный Георгиевский кавалер, Российская императорская армия.

## Биография
Дмитрий Андреевич родился 1884 году в с. Жадовка Карсунского уезда Симбирской губернии (ныне Барышского района Ульяновской области) в крестьянской семье. В 1904—1905 гг. участвовал в Русско-японской войне. За мужество, проявленное в боях при Ляояне и Мукденском сражении, был награждён двумя Георгиевскими крестами и двумя медалями «За храбрость». С 1914 года Сильнов участвовал в Первой мировой войне. В составе Черноморского полка на Юго-Западном фронте сдерживал натиск австрийских войск. В 1915 году Дмитрий Андреевич участвовал в боях под Перемышлем, за что был награждён ещё двумя Георгиевскими крестами. В 1918 году вернулся в родное село. Скончался в 1957 году.

## Память
- В Ульяновске у Обелиска Славы открыта мемориальная доска.

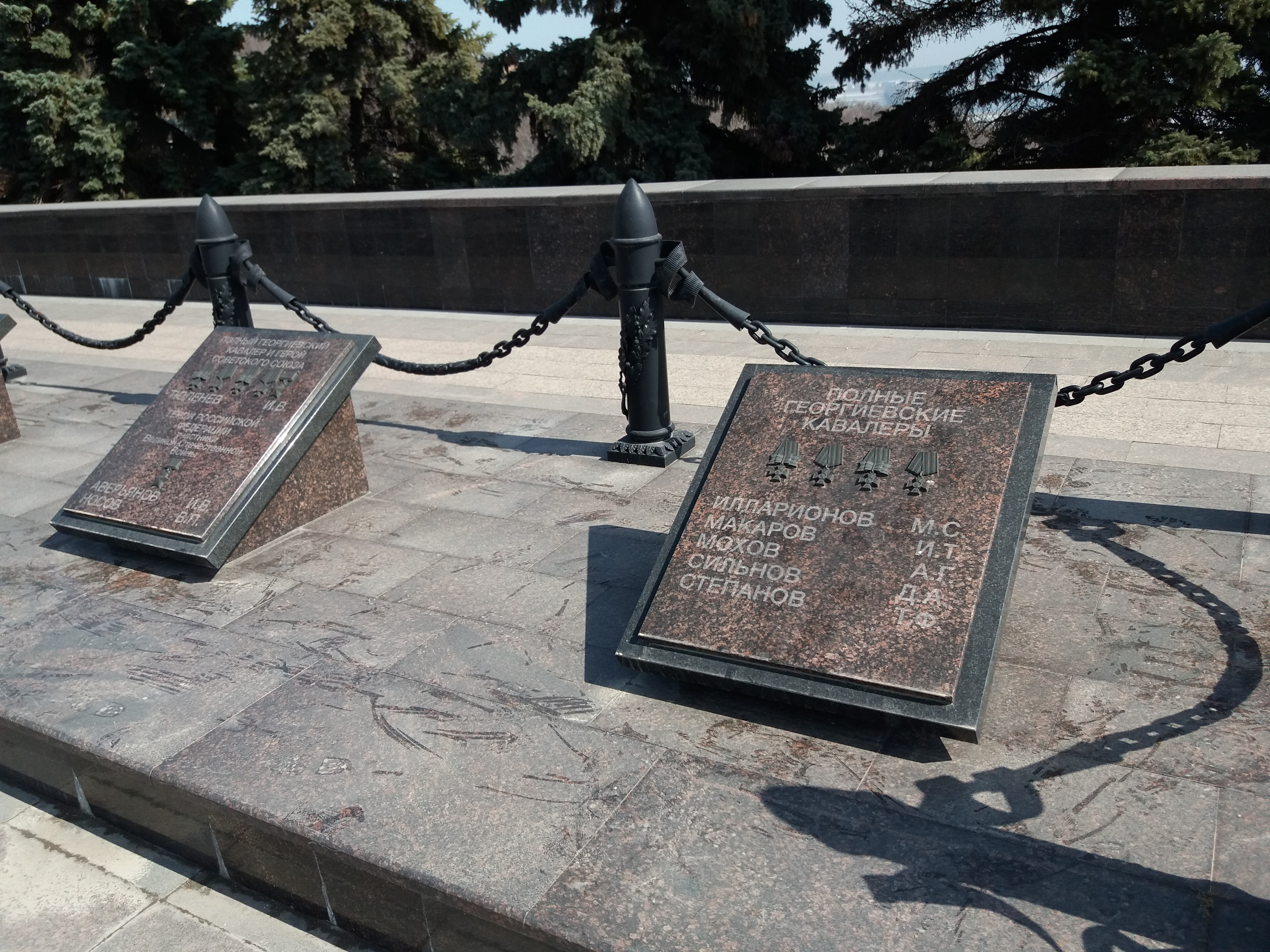
Мемориальные доски с именами Героев.